# Stylidium debile
Stylidium debile este o specie de plante dicotiledonate din genul Stylidium, familia Stylidiaceae, ordinul Asterales, descrisă de F Muell.. Conform Catalogue of Life specia Stylidium debile nu are subspecii cunoscute.

## Galerie de imagini

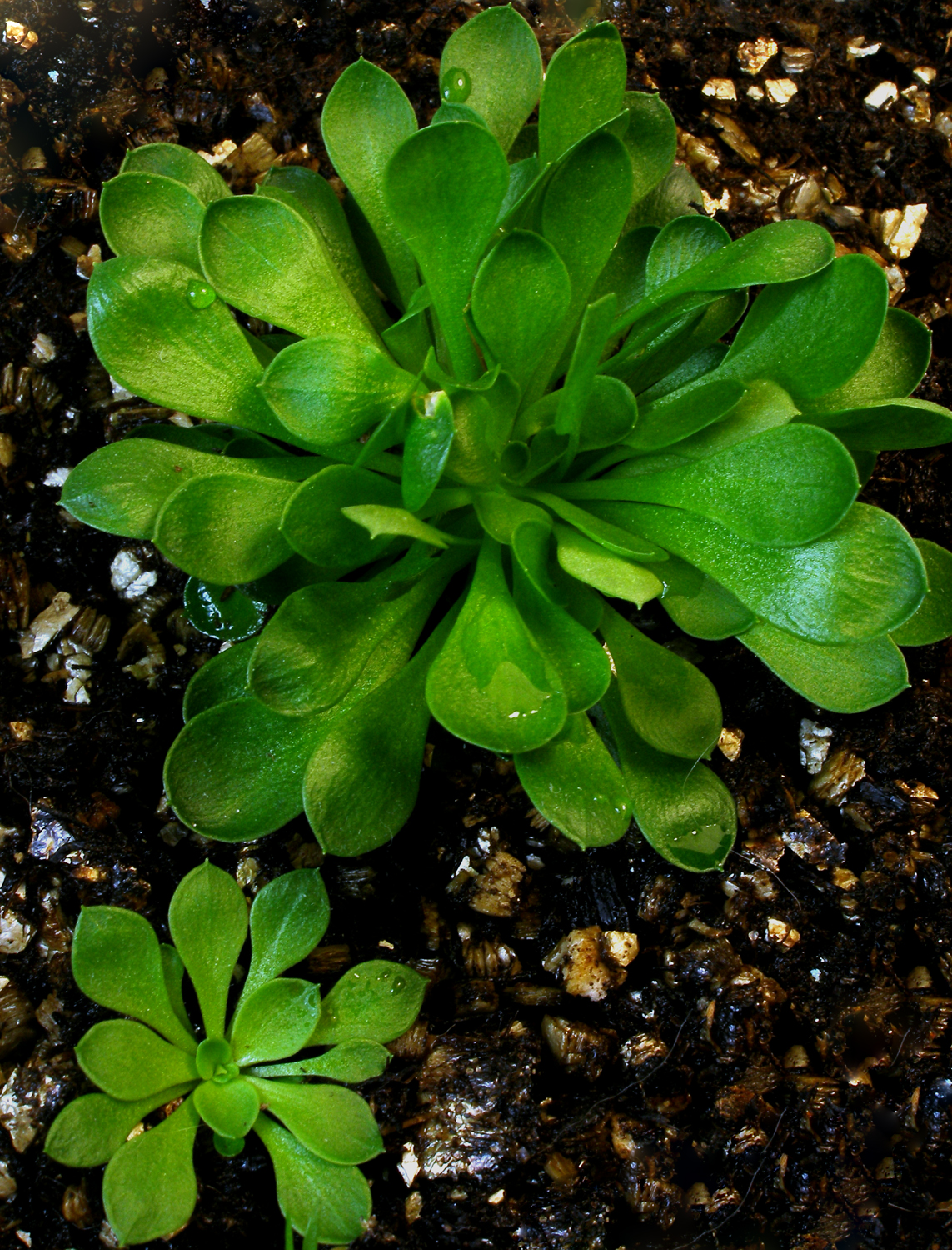
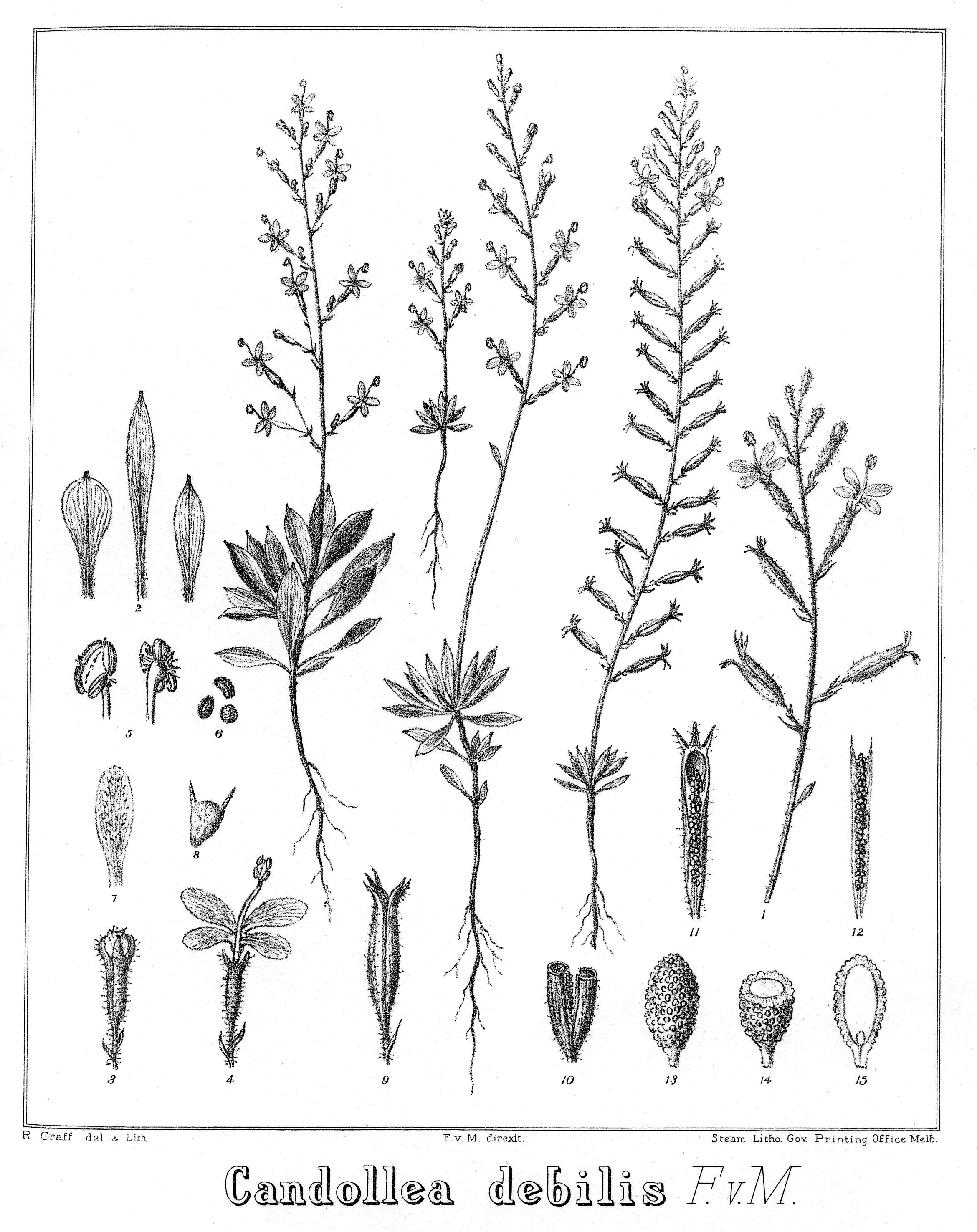